# 古斯塔夫·赫兹奖
古斯塔夫·赫兹奖（德語：Gustav-Hertz-Preis）是一个以德国物理学家、诺贝尔物理学奖获得者古斯塔夫·赫兹的名字命名的著名奖项，1992年合并德国物理学会颁发的物理奖（1942年—1992年）和德意志民主共和国物理学会颁发的古斯塔夫·赫兹奖（1977年—1991年）而成，颁发给杰出的青年科学家，1993年起古斯塔夫·赫兹奖每年颁发给年轻物理学家新近完成的杰出研究成果。古斯塔夫·赫兹奖包含一份证书和7500欧元奖金。